# Farrah Abraham
Farrah Lynn Abraham, född 31 maj 1991 i  Council Bluffs, Iowa, är en amerikansk TV-personlighet. Hon medverkade 2009 i MTV-serien 16 and pregnant. Senare samma år började hon medverka i Teen Mom, en serie som sändes fram till 2012. I augusti det året släpptes hennes bok My Teenage Dream Ended. 
Under 2013 släppte Abraham den pornografiska filmen Farrah Superstar: Backdoor Teen Mom, där hon medverkade tillsammans med James Deen. En uppföljare släpptes också vid namn Farrah 2: Backdoor and More. I augusti 2015 medverkade hon i den brittiska dokusåpan Celebrity Big Brother, där hon blev utröstad dag 23. Under 2016 började hon medverka i Teen Mom OG på MTV, en uppföljningsserie på Teen Mom.